# قميك كوتشك (دشتابي الشرقي)
قمیك كوتشك (بالفارسية: قمیک کوچک) هي قرية تقع في إيران في قسم دشتابي الشرقي الريفي. يقدر عدد سكانها بـ 120 نسمة .